# Lil’ JJ
Lil’ JJ (* 31. Oktober 1990 als James Charles Lewis in Little Rock, Arkansas, auch Little JJ, L’il JJ oder Lil JJ) ist ein US-amerikanischer Stand-up-Comedian und Schauspieler.
Lil’ JJ gewann den Nachwuchswettbewerb des BET und trat anschließend in vielen Comedy-Clubs sowie auch in der Tonight Show von Jay Leno auf. Er spielte kleinere Rollen in einigen Musikvideos und Serien des Senders Nickelodeon und im Spielfilm Crossover. Im Jahr 2009 spielte er die Hauptrolle in der Nickelodeonserie Just Jordan, er verkörperte dabei die gleichnamige Hauptfigur Lewis Jordan.

## Filmografie (Auswahl)
- 2005: Beauty Shop
- 2005: Deine, meine & unsere
- 2006: Neds ultimativer Schulwahnsinn
- 2009: The Janky Promoters
- 2010: Peep Game
- 2011: Are We There Yet?